# عبدالله کارمیل
عبدالله کارمیل (انگلیسی: Abdullah Karmil؛ زادهٔ ۲۲ ژانویهٔ ۱۹۸۸) بازیکن فوتبال اهل ترکیه است.
از باشگاه‌هایی که در آن بازی کرده‌است می‌توان به باشگاه فوتبال آنکارا اسپور، باشگاه فوتبال کارتال‌اسپور، باشگاه فوتبال ترابزون‌اسپور، باشگاه فوتبال آدانااسپور، و باشگاه فوتبال آلانیا اسپور اشاره کرد.
وی همچنین در تیم‌های ملی فوتبال جوانان ترکیه، Turkey national under-19 football team، و زیر ۲۱ سال ترکیه بازی کرده‌است.